# Протодьяконов Михайло Михайлович
Протодьяконов Михайло Михайлович (4 жовтня 1874 року, Оренбург, Російська імперія — 5 квітня 1930 року, Ташкент, Узбецька РСР) — російський і радянський вчений у галузі гірничої справи, професор, один з творців Середньоазіатського університету.

## Біографія
Народився в родині директора Оренбурзького ремісничого училища. Навчався в гімназії спочатку в Єкатеринбурзі, а потім в Уфі. У 1893 році він вступив на математичне відділення фізико-математичного факультету  Петербурзького університету, але з другого курсу перейшов вчитися в Петербурзький гірничий інститут, який закінчив у 1899 році.
У 1899 році вже після закінчення інституту М. М. Протодьяконов за участь в соціал-демократичній пропаганді і в зв'язку з проведення дізнання у справі «Союзу боротьби за визволення робітничого класу» був заарештований. В кінці 1899 року він був звільнений з-під арешту, але аж до 1904 року залишався під наглядом поліції, що виключало для нього можливість вступу на державну службу або переходу на наукову роботу. До 1904 року він працював завідувачем Садонським срібло-свинцевим рудником Терського гірничопромислового товариства на Північному Кавказі, де він керував експлуатацією рудників і вів будівництво гідротехнічних споруд.
У 1904 році в «Горном журнале» з'явилася його перша серйозна наукова стаття «Гірські річки центральної частини Північного Кавказу і деякі особливості експлуатації їх енергії».
В 1904 р. М. М. Протодьяконов став асистентом кафедри гірничого мистецтва Катеринославського вищого гірничого училища до професора  О. М. Терпигорєва, а через рік поїхав у наукове відрядження за кордон. У 1908 році М. М. Протодьяконов захистив дисертацію на тему «Тиск гірських порід на рудникове кріплення» в Петербурзькому гірничому інституті, після чого був обраний екстраординарним, а потім з 1908 року був ординарним професором Катеринославського вищого гірничого училища.
У 1914 у в зв'язку з туберкульозом хребта і напівпаралічем ніг він повністю припинив роботу, перебуваючи спочатку на лікуванні в Криму, а потім в Середній Азії в Ташкенті. У 1918 році він повернувся до педагогічної і наукової діяльності, вів викладацьку роботу в  Середньоазіатському університеті, одним з організаторів якого він був. М. М. Протодьяконов — організатор гірничої справи в Середній Азії, опублікував ряд капітальних робіт по гірничому тиску, рудниковому кріпленню, провітрюванню гірничих виробок, нормуванню гірничих робіт.
З 1918 по 1923 роки він завідував секцією і складався консультантом Вищої ради народного господарства, з 1926 року працював в Середньоазіатському відділенні Геологічного комітету, був членом президії Середньоазіатського Держплану. У 1928 році М. М. Протодьяконов був обраний головою Середньоазіатського бюро інженерно-технічної секції Союзу гірників СРСР. Одночасно він починаючи з 1925 року викладав в  Московській гірничій академії.
Помер в Ташкенті в 1930 році, похований на  Боткінському кладовищі міста.

## Науковий доробок
У 1908—1914 роках М. М. Протодьяконов взяв участь в створенні багатотомної капітальної праці «Опис Донецького басейну», в якій він написав такі розділи: «Проходка шахт і квершлагів» і «Кріплення шахт і квершлагів».
Починаючи з 1906 року ним у спеціалізованих наукових виданнях, таких як «Записки Екатеринославского технического общества», «Известия Екатеринославского высшего горного училища», «Горнозаводской листок» і «Горный журнал», був опублікований цілий ряд робіт про розрахунок рудничного кріплення і гірського тиску, які принесли йому популярність як ученого-гірника. Перше обґрунтування нових методологічних прийомів дається в його роботі «Про деякі спроби застосування математики до гірничого мистецтва». Також ці ідеї отримали втілення в його дисертації, опублікованій під тією ж назвою в «Горном журнале» за 1909 р. Ним була висунута оригінальна теорія гірничого тиску і вперше виведена формула для його розрахунку. В узагальненому вигляді ця теорія подана ним у праці «Тиск гірських порід і рудникове кріплення» (1930). Запропонована Протодьяконовим шкала коефіцієнта тривкості гірських порід стала першим реальним способом для оцінки гірських порід по їх буримості, вибуховості тощо.
На ряді з'їздів фахівців з гірничої справи Протодьяконов виступав з доповідями: «Про твердість гірських порід», «Про продуктивність вибійника по вугіллю», «Про тиск сипких тіл», «Про буріння шпурів» та ін.